# Spathius marshi
Spathius marshi är en stekelart som beskrevs av Matthews 1970. Spathius marshi ingår i släktet Spathius och familjen bracksteklar. Inga underarter finns listade i Catalogue of Life.